# Емануеле Треви
Емануеле Треви (на италиански: Emanuele Trevi) е италиански литературен критик и писател на произведения в жанра социална драма, биография и документалистика.

## Биография и творчество
Емануеле Треви е роден на 7 януари 1964 г. в Рим, Италия. Син е на юнгианския психоаналитик Марио Треви и на невролога Елеонора Д'Агостино. Работил е като творчески директор в издателство „Фази“ и сътрудничи с „Радио 3“.
Първата му книга „Инструкции за употреба на вълка“ е издадена през 1994 г. и е размисъл за значението на литературната критика като е написана под формата на писмо до неговия приятел Марко Лодоли. Размисълът на автора започва от предположението, че техническият език на Академията и на културната журналистика е създал изкуствена, ако не и смъртоносна кодификация на предаването на културата.
Първият му роман „Кучетата от нищото. Истинска история“ е издаден през 2003 г.
Треви е автор на множество критични есета за литературни фигури. Книгата му репортаж „Без стихове. Едно лято в Рим“ от 2004 г., за италианския поет Пиетро Триподо, печели наградата „Сандро Онофри“ на община Рим.
През 2012 г. е издаден романът му „Нещо писано“. В историята млад автор, циничен и наивен, открива интересна творба в архива на фонда „Пиер Паоло Пазолини“, където се запознава с опърничавата Лаура Бети, а тази „среща“ е среща със самия режисьор и писател, и историята на недовършения му роман поема „Петрол“. Жанрово книгата е на границата между роман и литературна критика. Книгата е номинирана за наградата „Стрега“, получава литературната награда „Бокачо“ в раздел Художествена литература, и получава наградата за литература на Европейския съюз за 2012 г.
През 2020 г. е издадена книгата му „Два живота“ за писателя Роко Карбоне и литературната критичка и преводачка от руски език Пиа Пера. Книгата му печели престижната награда „Стрега“.
Писателят също редактира антология с Марко Ладоли. Чест сътрудник е на национални вестници като „Република“, „Стампа“ и „Манифесто“ и списания като „Нуови Аргументи“ и „Кафе илюстрато“.
Емануеле Треви живее в Рим.

## Произведения

### Самостоятелни романи
- I cani del nulla. Una storia vera (2003)[1]
- L'onda del porto. Un sogno fatto in Asia (2005)
- Il libro della gioia perpetua (2010) – награда на Неапол
- Qualcosa di scritto. La vita quasi vera di un incontro con Pier Paolo Pasolini (2012) – награда за литература на ЕС[2]
Нещо писано, изд.: ИК „Прозорец“, София (2015), прев. Таня Кольовска
- Il popolo di legno (2015) – награда „Марко Поло“ на Венеция
- Ontani a Bali (2016) – с Джована Силва
- La casa del mago (2023)

### Документалистика
- Istruzioni per l'uso del lupo (1994)[1]
- Musica distante: meditazioni sulle virtù (1997)
- Senza verso. Un'estate a Roma (2004) – за Пиетро Триподо, награда „Сандро Онофри“
- Invasioni controllate (2007) – с Марио Треви
- Letteratura e libertà (2009) – с Рафаеле Ла Каприя
- Il viaggio iniziatico (2013)
- Karénina. Prove aperte d'infelicità (2014)
- Sogni e favole (2019) – награда „Виареджо“[3]
- Due vite (2020) – за Роко Карбоне и Пиа Пера, награда „Стрега“
- Viaggi iniziatici. Percorsi, pellegrinaggi, riti e libri (2021)
- L'onda del porto. Un sogno fatto in Asia (2022)